# 车尔尼雪夫斯克
车尔尼雪夫斯克（羅馬化：Chernyshevsk），旧称卡冈诺维奇镇（имени Кагановича），是俄罗斯外贝加尔边疆区的市级镇、车尔尼雪夫斯克区行政中心，位于外贝加尔边疆区中部阿列乌尔河（Алеур）流入库恩加河（Куэнга）之处，在边疆区首府赤塔东偏北方。
该地2021年人口有12,834人；2010年人口13,359；2002年人口13,031；1989年人口16,204。